# Microdon ignotus
Microdon ignotus är en tvåvingeart som beskrevs av Violovitsh 1976. Microdon ignotus ingår i släktet myrblomflugor, och familjen blomflugor. Inga underarter finns listade i Catalogue of Life.